# Atomic City (canción)
«Atomic City» es una canción interpretada por la banda irlandesa U2. Fue publicada el 29 de septiembre de 2023 a través del sello discográfico Island Records. Es la primera canción de la banda en 2 años, luego del lanzamiento de «Your Song Saved My Life» en 2021.

## Composición
La banda describió la canción como un homenaje musical a artistas como Blondie, Giorgio Moroder y The Clash, así como también a la música post-punk de la década de 1970, mientras que las letras hacen referencia a Las Vegas. El título de la canción es una referencia al apodo que recibió la ciudad desde la década de 1950 cuando era destino de turismo nuclear.Musicalmente, «Atomic City» ha sido descrita como una canción de punk-pop y glam rock.

## Recepción de la crítica
Emily Harris de GSGM escribió: “«Atomic City» es un regreso triunfal para U2, combinando su sonido clásico con elementos indie modernos. Es una validación de su talento musical y profundidad lírica. Mientras continúan inspirando y conectando con audiencias de todo el mundo, U2 demuestra que su creatividad sigue siendo profunda y que todavía están en el viaje de la exploración sonora”.

## Créditos y personal
U2
- Bono – voz principal
- Adam Clayton – guitarra bajo
- The Edge – guitarra, coros
- Larry Mullen Jr. – batería

Personal adicional
- Chris Bellman – masterización
- CJ Eiriksson – ingeniero de audio
- Tom Elmhirst – mezcla
- Adam Hong – asistente de mezcla
- Jacknife Lee – coros, productor, ingeniero de audio
- Steve Lillywhite – productor